# Minicerdo
El mini cerdo, mini pig o micro pig, es una variedad de cerdo doméstico modificado por el humano para lograr tamaños pequeños.  En un principio fueron utilizados para la experimentación y la investigación y posteriormente se popularizaron como animales de compañía.
La Asociación Norteamericana de Minicerdos establece que la talla adulta de los minicerdos (de cinco años o más) debe rondar por abajo de los 50,8 centímetros de altura (20 pulgadas) o los 68 kilogramos de peso (150 libras) para ser clasificado como tal.  Esta misma asociación también establece una clasificación basada en razas, con estándares de formas, medidas y tamaños para cada una de ellas.  Como mínimo existen alrededor de unas catorce razas empleadas como minicerdo de las cuales, entre las más populares, podemos encontrar variedades como la Juliana, Göttingen, Yucatán, vietnamitas o potbelly, entre otros.
Asociaciones de rescate de estos animales han reportado diferentes problemas derivados de las malas prácticas de los criadores, enfermedades por altos niveles de endogamia, trastornos del desarrollo y desnutrición para alcanzar bajas tallas, estafas comerciales y el abandono por parte de propietarios.
Según dueños de Mini cerdos, estos se llevan bien con otras mascotas, en especial con perros. Al ser animales que no son agresivos, ninguno de los animales se atacan ni intentan atacarse. 
Los minicerdos también son extremadamente limpios ya que evitarán en todo momento entrar en contacto con sus heces, además hacen sus necesidades en cajas de arena.

## Usos

### Investigación
Desde la década de los sesenta los cerdos con pesos entre los 68 a 91 kilos fueron utilizados en zoológicos en el mundo occidental, así como en la investigación médica en los campos de la toxicología, farmacología, neumología, cardiología, ciencia del envejecimiento y como posible fuente para donación y trasplante de órganos.

### Animales de compañía
La crianza de cerdos miniatura comenzó en México en 2006,  cuando el inglés Chris Murray realizó cruces de distintos tipos de razas para lograr una variante a la que él denominó  sus scrofa domesticux o teacup y fueron presentados al público en 2007.  La tendencia para criarlos como mascotas ganó fuerza a partir de 2009 en Estados Unidos y Europa cuando estrellas de la música y la cinematografía de Hollywood, como George Clooney, Victoria Beckham, Paris Hilton y Rupert Grint, empezaron a aparecer en público acompañados de este tipo de mascotas. 

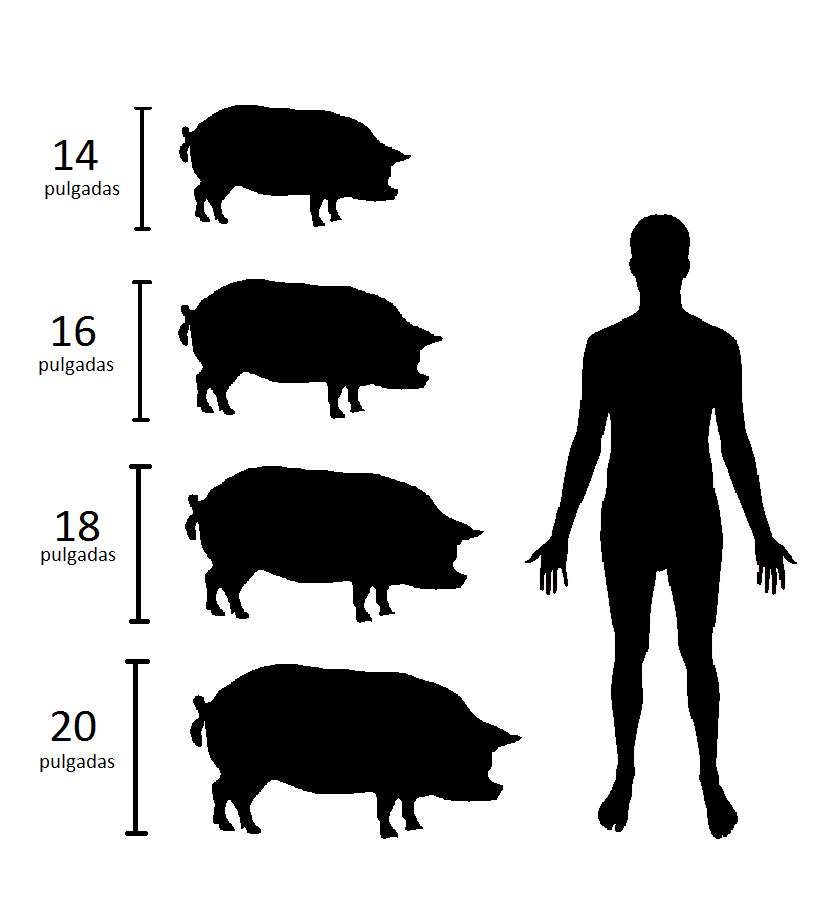
Rango de medidas de la clasificación de altura entre diferentes categorías de minicerdo adulto según la Asociación Americana de Minicerdos

## Clasificación por tamaño, peso y edad
Es una clasificación establecida por la Asociación Americana de Minicerdos, sin importar la pureza y tipo de la raza o si es una mezcla de varias razas, basada en la altura y edad con el objetivo de evitar y eliminar con el tiempo las etiquetas publicitarias confusas como micro, teacup, nano, pixie.  El ideal es que midan menos de 50,8 centímetros o 20 pulgadas de altura y menos de 68 kilogramos de peso (150 libras) al estar completamente desarrollados como ejemplares adultos.   Esta clasificación por altura se divide en cuatro categorías:
- Categoría uno. Cerdos que midan por debajo de los 35,5 centímetros de altura (14 pulgadas) o menos.
- Categoría dos. Cerdos que midan entre los 35,5 a 40,6 centímetros de altura (14 a 16 pulgadas).
- Categoría tres. Cerdos que midan entre los 40,6 a 45,7 centímetros de altura (16 a 18 pulgadas).
- Categoría cuatro. Cerdos que midan entre los 45,7 a 50,8 centímetros de altura (18 a 20 pulgadas).

Por edades se clasifican en juveniles,  menores a 16 meses;  en adolescentes, de 16 meses a 5 años;  y como adultos, mayores a 5 años de edad.

## Clasificación por razas
Al menos existen unas catorce razas de minicerdos, algunas son populares y otras extintas o raras. No obstante, aunque hay razas fáciles de distinguir existe la emergencia de unas variedades con características mixtas difíciles de reconocer debido a la popularización de los minicerdos como animales de compañía.  Incluso, aunque hay razas bien conocidas empleadas como minicerdo,  muchas de las veces el crecimiento excede su clasificación por tamaño ya que es difícil predecir su desarrollo final hasta la etapa adulta.

### Juliana
El Juliana es una raza cuyo pequeño tamaño se ha sugerido pueda deberse a un posible cruce entre el cerdo doméstico y el potamoquero rojo.  En 2012 la Asociación y Registro de cerdo Juliana fue fundada oficialmente. Esta asociación trata sobre el linaje y la cría de un subconjunto de cerdos miniatura llamados cerdos Juliana. Este minicerdo es de una apariencia ágil, esbelta y atlética de cuerpo magro y abdomen no abultado. Los colores son plateados, blanco, rojizo, moho, negro, o crema con manchas ligeramente negras, rojizo o blancas difusas en un pelaje que en invierno puede ser algo espeso. Las orejas son pequeñas y rectas, el hocico es alargado y recto y sus ojos son almendrados. El cuello generalmente es recto sin pliegues ni papadas.  Según la Asociación y Registro de cerdo Juliana para que un ejemplar sea clasificado y registrado como minicerdo no debe exceder los 43 centímetros de altura (17 pulgadas) y los 32 kilos de peso (69 libras).

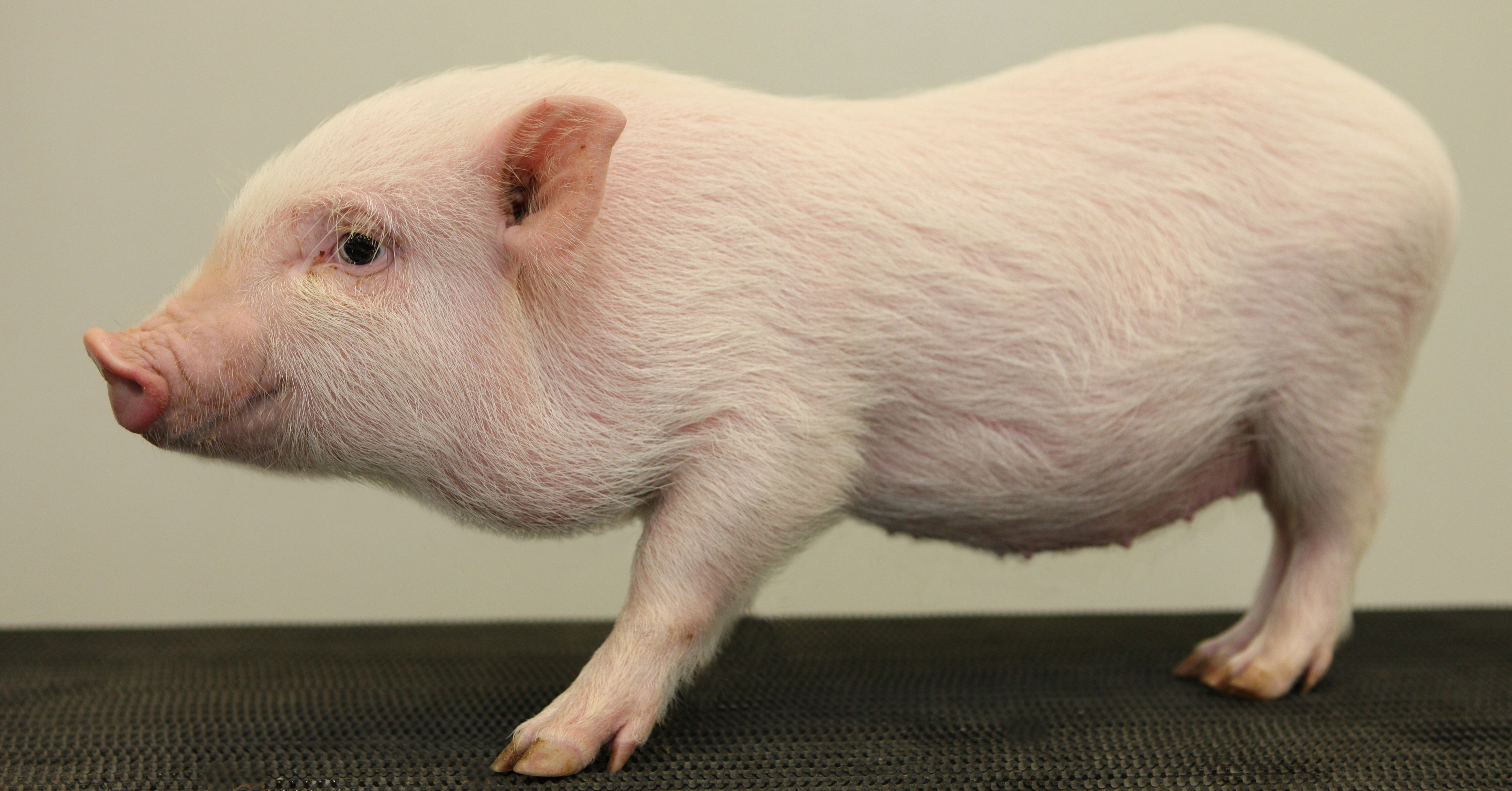
Espécimen juvenil de minicerdo Göttingen

### Göttingen
El Göttingen es una raza de cerdo miniatura desarrollado específicamente para su uso en la investigación. El Göttingen Minipig es conocido por su excepcional pequeño tamaño, limpieza y buen estado de salud. El desarrollo de esta raza comenzó a finales de 1960 en el Instituto de Reproducción Animal y Genética de la Universidad de Göttingen, Alemania, por cruzamiento entre cerdos Minnesota, vietnamitas o barrigones y el Landrace alemán.  Hoy en día el cerdo Göttingen se cría en cuatro lugares distintos a nivel mundial y se utiliza en la investigación biomédica para salvar vidas en todo el mundo.  El peso corporal en edad madura de uno de estos ejemplares ronda entre los 35 a 45 kilogramos.

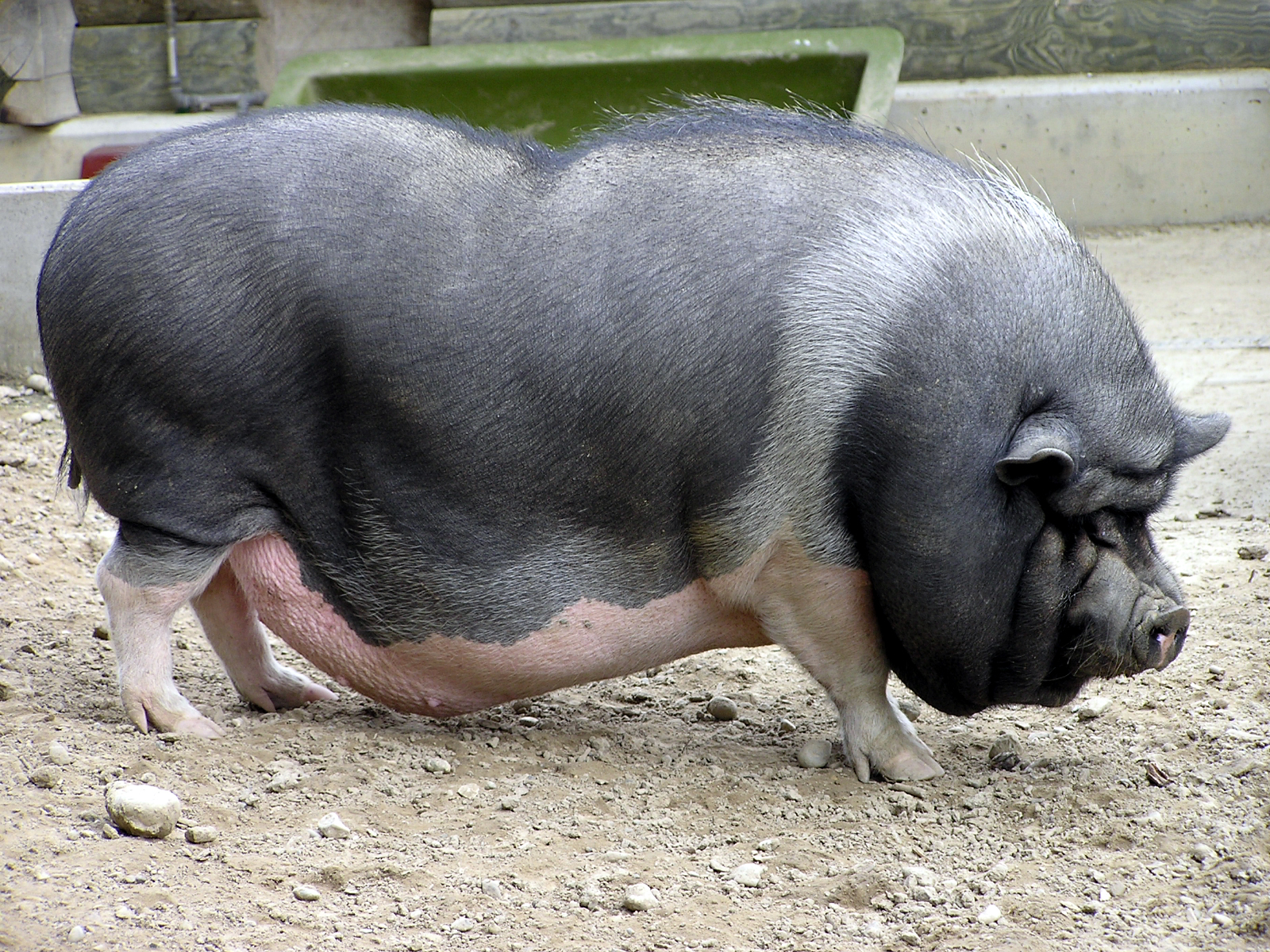
Ejemplar adulto de un barrigón

### Vietnamita o barrigón
El vietnamita, barrigón o potbelly es un cerdo de orejas cortas y rectas con un hocico de talla corta a mediana.  El cuerpo es robusto con pliegues en la piel y una papada característica teniendo un rango de peso entre los 32 a 136 kilos, no obstante,  por sus cortas extremidades alcanza estaturas que van de los 40 centímetros a 71 centímetros de altura.  Son de temperamento plácido y calmado pero suelen ser cerdos muy inteligentes. El Miniature Potbellied Pig Registry Service, Inc provee un registro riguroso solo para aquellos especímenes que lleguen a medir menos de 38 centímetros de alto (15 pulgadas) o pesen menos de 25 kilos. Los cerdos vietnamitas suelen promocionarse como una opción comercial de cerdo de talla mediana a grande más barata ya que otras variedades de minicerdo más pequeñas suelen ser más caras.

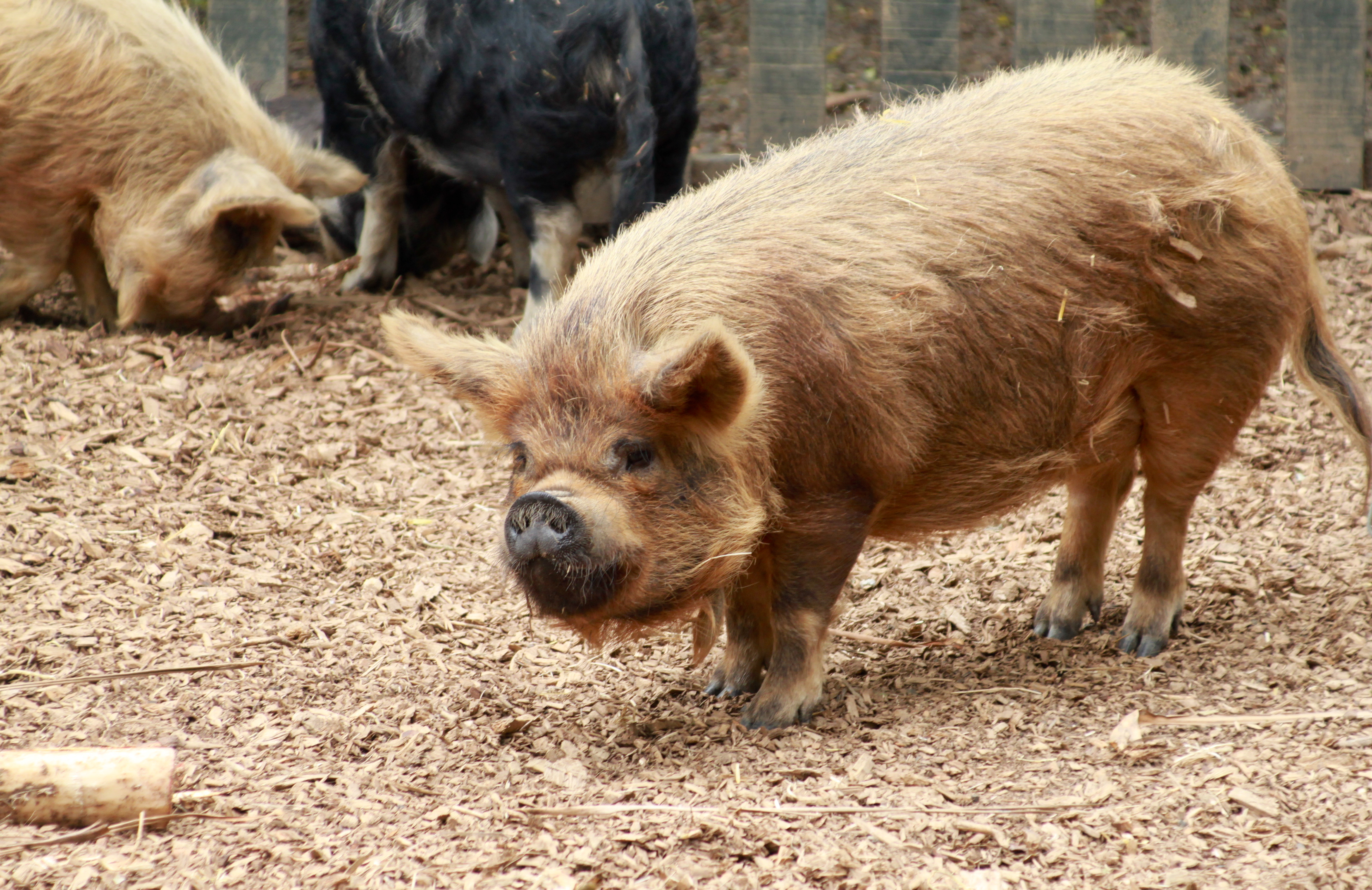
Imagen de un cerdo kune kune

### Kunekune
El kunekune es una raza pastoril traída a Nueva Zelanda durante el siglo XIX desde Asia.  Suelen ser animales peludos de colores crema, jengibre, dorado, blanco, beige y negro.  Es muy característico el par de borlas que cuelgan de sus mandíbulas inferiores. Su cabeza y cara son anchas y cóncavas y el tamaño del hocico de mediano a corto. Las orejas son rectas y descansan hacia adelante. Su figura corporal es redonda con patas cortas y rectas.  Sus medidas en edades adultas van de los 53,3 centímetros (21 pulgadas) a los 76,2 centímetros de alto (30 pulgadas) y su peso de los 60 a 200 kilos de peso.  La Asociación Kunekune de Nueva Zelanda discute sobre la posibilidad de establecer como minicerdos solo aquellos especímenes que midan menos de 50 centímetros de alto.

### Yucatán
El cerdo yucateco es una raza proveniente de la península de Yucatán, México.  Está desprovisto de pelo y tiene coloraciones pizarra o gris.  Es de temperamento dócil y activo lo que lo hace fácilmente manejable tanto por investigadores, criadores o dueños.  Sus orejas son largas pero erectas, el hocico largo y recto, la cabeza alargada y estrecha, el cuello corto a medio tamaño y regordete, las extremidades son largas y rectas.  Sus dimensiones son de medianas a grandes pues los machos adultos tienen un peso de 83 kilogramos y las hembras de 70 kilogramos en promedio. La altura promedio en ambos sexos es de 57 centímetros y el largo 76 centímetros.  Al ser un animal de clima tropical y desprovisto de pelo es preferible cuidarlo de los climas fríos.

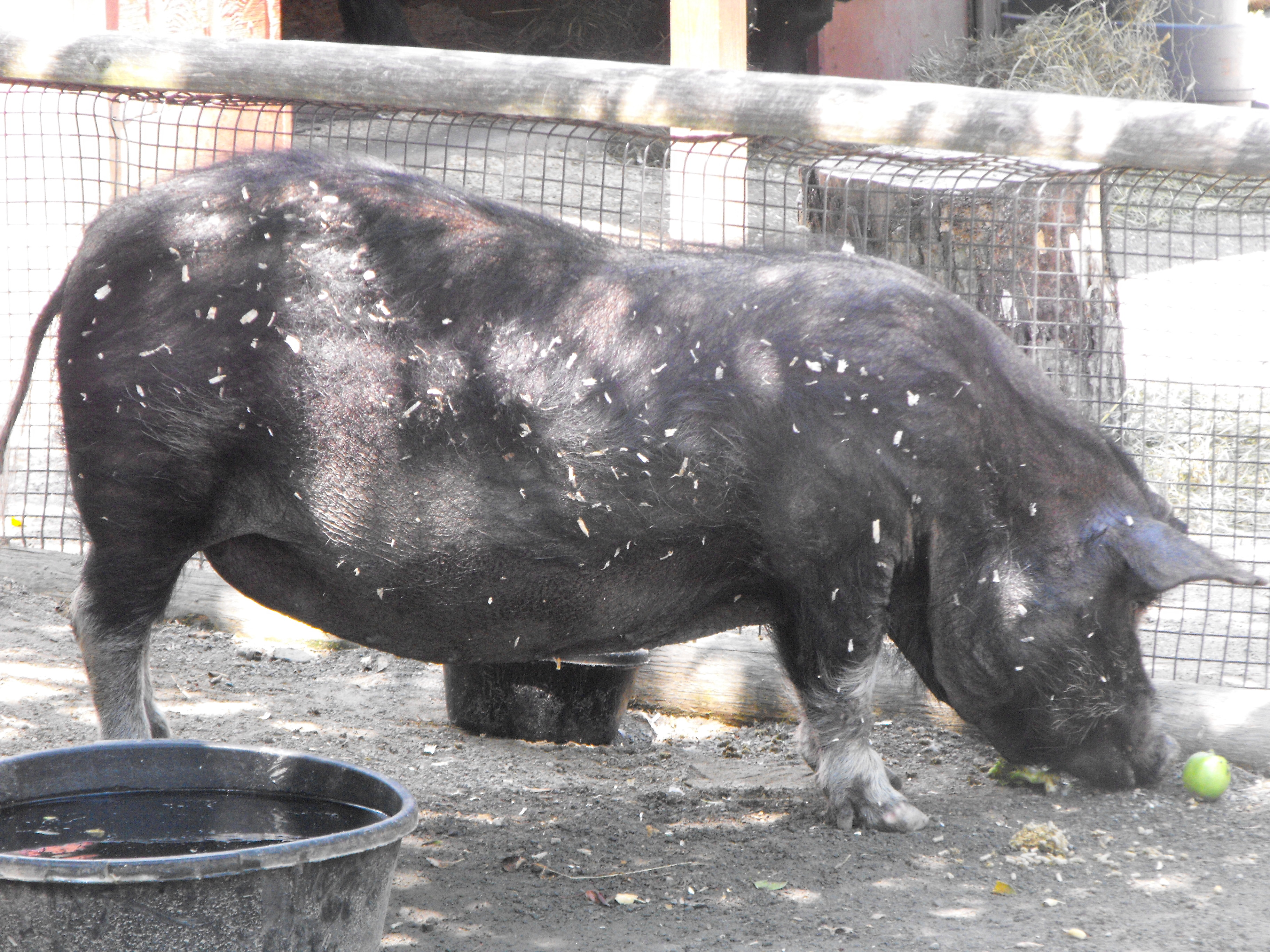
Cerdo Guinea americano

### Guinea americano
El Guinea americano es una variedad Landrace desarrollada desde hace doscientos años en el sur de Estados Unidos.  El color del pelaje en la mayoría de los casos es negro, siendo raro otro tipo de coloraciones.  Tiene un rostro relativamente pequeño con hocicos medianos a largos.  Sus orejas son de pequeñas a medianas con las puntas ligeramente dobladas hacia adelante en algunos especímenes adultos.  Los ojos y su mirada tienen una ligera posición frontal.  Como adultos sus medidas son de 55 a 68 centímetros de alto (22 a 27 pulgadas) y de 117 a 142 centímetros de largo (46 a 56 pulgadas).  La altura en los machos puede ser de una o dos pulgadas más grande que las hembras.

### Otras razas
Otras razas empleadas como minicerdo, pero que a menudo pueden crecer más allá de los estándares marcados, pueden ser la Mulefoot, Ossabaw Island, Meishan o Hanford Mini Swine.

## Problemas

### Enfermedades
Debido a las malas prácticas de crianza y altos niveles de endogamia,  asociaciones y santuarios dedicados al rescate de estos animales abandonados han reportado cada vez más cerdos con problemas congénitos como problemas en los ojos, machos con testículos poco desarrollados y hembras con ano imperforado, entre otros problemas.
Mientras tanto, también está muy extendida la mala práctica de no alimentar adecuadamente en las etapas juveniles de desarrollo a razas como la Potbelly, Kunekune o Ossabaw Island  para que estos no tengan crecimientos plenos y así lograr las tallas bajas deseadas, provocando muchas de las veces problemas nutricionales y del desarrollo graves o la muerte.

### Estafas comerciales y abandono
La mercadotecnia solo suele promocionar imágenes de especímenes jóvenes provocando una falsa impresión en el público que desea una mascota. Usualmente son personas confundidas que suelen imaginar que un minicerdo siempre tendrán el tamaño equiparable al de un perro chihuahueño. Incluso, debido a una extendida desinformación muchas personas compran razas destinadas para granja o para producción alimenticia con el engaño de que son minicerdos.  Al crecer más allá de lo que los dueños imaginan o al notar los engaños suelen abandonar a sus mascotas.